# Okręg Northwest Arctic
Okręg Northwest Arctic (ang. Northwest Arctic Borough) – okręg w Stanach Zjednoczonych położony w stanie Alaska. Siedziba okręgu znajduje się w mieście Kotzebue. Utworzony w roku 1986.
Okręg położony jest w północnej części Alaski nad zatoką Kotzebuego. Zamieszkany przez 7361 osób (w 2020 było to 7793). Z gęstością zaludnienia 0,08 os./km² należy do dziesięciu najsłabiej zaludnionych hrabstw Stanów Zjednoczonych. Największy odsetek ludności stanowią rdzenni mieszkańcy (80,7%) oraz ludność biała (10%).	 

## Większe miasta
- Ambler
- Buckland
- Deering
- Kiana
- Kivalina
- Kobuk
- Kotzebue
- Noorvik
- Selawik
- Shungnak

## CDP
- Noatak
- Red Dog Mine